# Windows DVD Player
Der Windows DVD Player ist eine in mehreren Microsoft-Betriebssystemen enthaltene Software zum Abspielen von DVDs.
Der Windows DVD Player wurde mit Windows 98 eingeführt und war später auch in Windows 2000 enthalten, erforderte aber zum Abspielen von DVDs den Einbau einer MPEG-Karte in den Computer, die nie sehr verbreitet waren. Erst mit Windows Me konnten auch Software-Codecs zum Abspielen von DVDs benutzt werden. Der Windows DVD Player wurde mit Windows XP entfernt und die Funktionalität in den Windows Media Player eingebaut, der seitdem nach Installation eines passenden Codecs DVDs abspielen kann.